# デスレイン
デスレイン（Death rain）は、ブレアーズ社が開発した、ソースやスナック菓子などのことである。
デスソースと同様に、髑髏のキーチェーンが付いている。

## デスレイン スナック 菓子のラインナップ
以下は、辛いと言われている順に配列されている。（各賞味期限は10ヶ月である）
デスレインハバネロ ポテトチップス
原材料は、ジャガイモ、ひまわり油（ハイオレイック）、サトウキビ果汁、食塩、砂糖、パプリカ、ニンニク、香料、唐辛子、微粒シリカゲル（2％以下）
デスレイン ケイジャン ポテトチップス
原材料は、ジャガイモ、ひまわり油（ハイオレイック）、食塩、砂糖、パプリカ、マルトデキストリン、イースト、玉ねぎ、ニンニク、香料、唐辛子、微粒シリカゲル（2％以下）
デスレイン バーベキュー ポテトチップス
原材料は、ジャガイモ、ひまわり油（ハイオレイック）、サトウキビ果汁、食塩、砂糖、パプリカ、ニンニク、香料、唐辛子、香辛料、微粒シリカゲル（2％以下）
デスレイン ハラペーニョチェダー ポテトチップス
原材料は、ジャガイモ、植物油、チェダーチーズ、ショートニング、ホエイ、食塩、玉ねぎ、ニンニク、調味料（アミノ酸等）、バターミルク、サワークリーム、マルトデキストリン、唐辛子、香料、クエン酸、着色料（黄4・黄5）、イースト、乳酸

## デスレイン ソース のラインナップ
以下は、辛いと言われている順に配列されている。
デスレイン ニトロ
コーンシロップ、ハバネロ・パウダーが使われてあり、スコヴィル値は約350,000である。
デスレイン ハバネロ
レッドサビナハバネロ、カイエンペッパー、大蒜、玉葱、パプリカ、塩、セロリシード、ローズマリー、オレガノが使われてあり、スコヴィル値は約250,000である。

## デスレイン パウダー のラインナップ
以下は、辛いと言われている順に配列されている。
デスレイン　ニトロ
コーンシロップ、ハバネロパウダー、大豆油、アンチョ唐辛子パウダー、香辛料が使われてあり、スコヴィル値は約550,000である。
デスレイン ハバネロ
レッドサビナハバネロ、カイエン、大蒜、玉葱、パプリカ、塩、セロリシード、ローズマリー、オレガノが使われてあり、スコヴィル値は約250,000である。